# 김세현 (작가)
김세현 작가는 1963년 충청남도 연기군에서 태어나 대전에서 유년시절을 보냈다.
초등학교 선생님이었던 부친을 따라 시골학교에서 자랐던 그는, 아버지의 부임지에 따라 도시로 나오는 것을 무척 힘들어했다. 당시 도시가 개발되던 시점이라 시골에 비해 어둡고 분주하며 황폐해 보였기 때문이었다. 성인이 되어서 부모님이 계시는 대전으로 가는 도중에도 어렸을 때 자랐던 시골동네를 거쳐서 갔다니 당시 그의 저항이 얼마나 컸는지 알 수 있다. 그렇게 이사한 집 근처 벽돌공장에서 놀다가 벽돌 공장집 아들이 만화를 따라 그리는 것을 보고 그는 처음 그림의 즐거움을 깨닫게 되었다. 이후 만화를 통해 그림에 빠져들게 되고, 그림을 그리길 원치 않았던 부모님과 갈등이 깊어 졌다. 그는 그림을 그리지 못하게 하려고 권유받았던 양궁으로 전국대회에서 우승한적도 있었지만, 그림에 대한 애정은 더욱 깊어져갔다고 한다.
고등학교 때, 부친이 시외로 전근을 가시자 김세현 작가는 본격적으로 그림에 몰두한다. 고등학교 미술부에 들어가고, 각종 그림대회에 참가하여 해방감을 맛보며 대학을 미술교육과로 진학한다. 미술교육과에서 처음에는 서양화를 전공했으나 군대에서 포병으로 근무하며 보던 풍경에 영향을 받아 제대 후 동양화를 공부하기 시작했고,
풍경이 동기가 되었지만 작품은 인물화를 중심으로 작업했다고 한다. 인물에 대한 탐구는 주로 민중지향적인 인물을 중심으로 작업했다.
이러한 그의 작업은 초기 아동 출판물에 있어서도 잘 나타난다. 주로 평범한 서민의 모습에서 그 존재의 숭고한 가치를 그림으로 표현하는 구도와 클로즈업이 주요 특징이다. 오랫동안 관찰해온 사람에 대한 관심과 애정, 삶의 애환이 담긴 이야기들이 각각의 이야기를 만나며 표현되었다는 평이다.
1999년 《만년샤쓰》(방정환 글, 길벗어린이)가 그의 첫 그림책이다. 그는 아동 출판물에 깊이 있는 수묵담채, 강렬한 색감과 현대적인 조형미가 돋보이는 수준 높은 한국화 스타일을 현대적으로 재해석해 일러스트레이션으로 보여줌으로써 독특한 작품 세계를 이루었다.
그는 2004년 제4회 한국출판미술상, 2005년 프랑크푸르트도서전 주빈국 기념 한국그림책 100권에 선정, 2009년 볼로냐국제아동도서전 전시 작가에 선정, 2009년 CJ그림책상 100권에 선정, 2016년에는 IBBY 그림 부문 어너리스트에 선정되었다.

## 대표작

### 《외딴 마을 외딴 집에》
《외딴 마을 외딴 집》에 늙은 쥐와 할아버지가 살고 있다. 추운 겨울 밖에는 바람이 불고, 시냇물은 꽁꽁 얼었다. 늙은 쥐는 잘 먹질 못해 털이 꺼칠했고, 할아버지는 친구가 없어 볼이 축 늘어졌다. 늙은 쥐는 할아버지가 얻어 온 음식들을 훔쳐 먹으면서 하루하루를 보낸다.
이 책의 이야기는 한 편의 모노 드라마와 같다. 김세현 작가는 페이지를 넘길 때마다 펼쳐지는 흰 종이의 공간을 아무것도 없는 마임의 연극무대와 같이 구성했다. 늙은 쥐와 늙은 할아버지 사이에 있는 낡고 허름할 것 같은 집은 표현되지 않지만, 그들이 이야기를 하며 움직이는 동선의 흔적을 따라 낡은 집이 그려진다.

### 《준치가시》
《준치가시》는 1957년 백석의 동화시집 《집게네 네 형제》에 실린 시로, 준치가 가시가 많은 이유에 대한 유래담을 백석 시인만의 생명에 대한 따뜻하고 익살스러운 시선으로 느낄 수 있는 시이다.
김세현 작가에게 《준치가시》 그림책 작업은 특별하다. 그의 작업의 스타일이 이 작품의 이전과 이후로 나뉘기 때문이다. 그는 한 인터뷰에서 이렇게 이야기했다. “《준치가시》는 내 그림의 분기점이다. ‘재현’ 다음의 잡초 무성한 땅을 발견했으니.” 그는 당시 한국화의 미감과 특질을 현대적 스타일로 표현하여 익숙하지만 낯선 경험을 선보이려고 골몰하던 때였다.
그는 무려 7년에 걸쳐 고민한 끝에 이 책의 그림을 완성했다. 오랫동안 써 왔던 수묵과 수묵담채 등 여러 한국화 스타일로 그리기를 시도했지만 마음에 차지 않았다. 그는 민화의 대담함과 자유로움을 자신의 그림에 표현하길 고민하며 백석 작가의 익살과 해학을 직관적으로 전달하는 데 힘썼다. 이렇게 나온 이 책은 글로 어린이들이 다가서기 어려웠던 해학의 맛을 그림이 더해져 한층 다가가기 쉬워졌다는 평을 얻었다.

### 《꽃그늘 환한물》
이 작품은 정채봉 작가가 1989년 발표한 정채봉 작품집 《꽃 그늘 환한 물, 어른을 위한 동화》에 실렸던 단편으로, 법정스님의 삶을 모티브로 쓴 이야기이다. 깊은 산 속 암자에 사는 눈이 큰 스님은 맑은 개울물보다 많은 눈으로 열심히 불공을 드리고 자연을 벗 삼아 살고 있었는데, 어느 눈 많이 내린 겨울에 무를 놓아 배고픈 산짐승들과 먹거리를 나누고, 혹독한 추위를 이기지 못할 이끼를 거두어 겨우내 함께 지내다가 이듬해 봄에 다시 이끼가 있던 자리로 돌려 보내주었다는 이야기로, 작은 생명들과 나누고 사는 소박한 삶과 의미를 돌이켜 보는 내용이다.

### 《평강공주와 바보온달》
삼국사기의 열전에 실린 온달에 관한 설화이다. 줄거리는 옛날 고구려에 가난한 온달이 살았는데, 사람들이 그를 바보 온달이라고 했다. 이 바보 온달이 울보 공주를 만나 훌륭한 장군이 된다는 이야기이다.
전체적으로는 오래된 벽화 느낌을 현대적으로 해석한 컨셉으로 결이 있는 한지에 물감을 칠하거나 찍어내어 콜라주 소스를 제작했다. 실제로 작가는 고구려벽화처럼 글이 아닌 그림의 기록처럼 소통을 시도했다. 또한 판형과 타이포그라피, 구도와 연출 등 전체적인 디자인 요소를 모던하게 풀어내어 시대적 분위기가 나는 콜라주 소스들과 묘한 충돌효과를 노렸다. 중간에 말풍선에 기록된 기호들은 그런 작가의 시도를 잘 보여준다. 특유의 담대하고 힘있는 구성과 콜라주의 절묘한 조합은 전형적인 옛이야기 그림책의 틀에서 벗어난 현대적 옛이야기 그림책의 스타일을 보여준다.

### 《아기장수의 꿈》
이 책은 1993년 산문집 《광대의 가출》과 2006년 동화집 《사랑의 손가락》에 실은 이청준 작가의 동화로, 비극적 영웅서사의 전승담이다. 이야기는 아이를 몹시 바라던 평범한 부모에게서 범상치 않은 기운의 아이가 태어나며 시작한다. 이 이야기는 기성세대가 새로운 세대에 가하는 억압과 기득권에 대한 비판을 담은 잔혹설화로, 이청준 작가가 옛이야기 선집을 만들 때에도 어린이 독자를 고려해 선집에서 뺐던 내용이다. 작게는 부모와 아이의 관계이지만, 크게는 기성세대와 신세대 간의 권력관계를 비유하고 있다.
김세현 작가가 이 글을 받았을 때 마침 세월호 사건이 터졌다. 권력과 자본이 유착해 생긴 부패한 관리체계에 고등학생과 일반인 305명이 희생당한 사건이다. 수년 간 미수습자를 찾고, 사건의 전모를 밝히기 위해 많은 사람들이 노력했으며, 이런 뜻에 동참한다는 뜻으로 사람들은 노란색 리본을 달았다.

## 참고
작가연구자료집 2018, KBBY국제아동청소년도서협의회